# Kera Tamara di Bulgaria
Kera Tamara (bulgaro: Кера Тамара, nota anche come Maria o Mara Tamara e Tamara Hatun; Bulgaria, 1340 – Bursa, 1389) è stata una principessa bulgara, figlia dello zar bulgaro Ivan Alessandro e della sua seconda moglie Sara Teodora, e moglie legale del sultano ottomano Murad I.

## Biografia

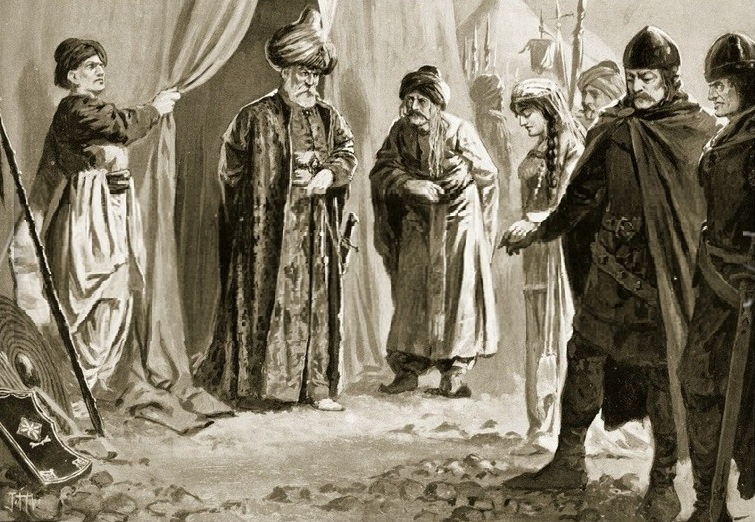
Tamara viene consegnata a Murad I prima del loro matrimonio

Kera Tamara nacque in Bulgaria intorno al 1340, dallo zar Ivan Alessandro di casa Sratsimir e dalla sua seconda moglie Sara Teodora. Era particolarmente nota per la sua bellezza.
In gioventù, venne data in sposa a un certo Despota Costantino, da cui non ebbe figli noti e che morì prima del 1370. Rimasta vedova, tornò alla casa paterna.
Nel 1371, Ivan Alessandro morì e salì al trono suo figlio Ivan Šišman, il quale ricevette nella capitale Tarnovo un'ambasciata del sultano ottomano Murad I che chiedeva la mano di Tamara come parte di un accordo di pace fra i loro due paesi. Šišman era contrario alla cosa, così come lo era la stessa Tamara, ma, desiderando anche mantenere buoni rapporti con la nascente potenza ottomana, riuscì a rimandare la risposta per ben sette anni. Alla fine però, nel 1378, gli ottomani sconfissero i bulgari e lo zar fu obbligato a capitolare e ad accettare che sua sorella Tamara sposasse Murad, chiedendo solo che le fosse permesso rimanere cristiana, richiesta accolta dal sultano. Nello stesso anno, Tamara lasciò Tarnovo e si unì all'harem ottomano a Bursa.
Nelle cronache bulgare, Tamara fu elogiata per questo matrimonio, onorato come un grande sacrificio personale:
...per Kera Tamara, figlia del grande imperatore Ivan Alessandro, grande principessa, moglie del grande emiro Amurat, al quale fu donata per il bene del popolo bulgaro. E lei, quando arrivò lì, mantenne la sua vera fede, liberò il suo popolo, visse bene e pia e morì in pace, possa il suo ricordo vivere per sempre...
Tamara morì, senza figli, nel 1389, nello stesso anno di suo marito. È sepolta a Bursa, in un mausoleo sito nel complesso tombale di Murad I, dov'è indicata come l'"imperatrice bulgara Maria (Mara)". Secondo la leggenda, Tamara chiese che sulla sua tomba fosse seminato dell'orzo.